# Taça dos Campeões Europeus Sub-14

## Campeões
| Época | Vencedor        |
| 1994  | FC Porto        |
| 1995  | Real Madrid     |
| 1996  | RCD Espanyol    |
| 1997  | Sevilla FC      |
| 1998  | Real Madrid     |
| 1999  | Atlético Madrid |
| 2000  | Real Madrid     |

## Títulos por Clube
- Real Madrid - 3
- FC Porto - 1
- RCD Espanyol - 1
- Sevilla FC - 1
- Atlético Madrid - 1